# Japonska na Svetovnem prvenstvu v hokeju na ledu 2009
Japonska na Svetovnem prvenstvu v hokeju na ledu 2009 D1, ki je potekalo med 11. in 17. aprilom 2009 v litvanskem mestu Vilna. V elitno skupino svetovnega hokeja je vodilo prvo mesto na turnirju. 

## Postava
- Selektor: Mark Mahon (pomočnika: Norio Suzuki in Takeši Jamanaka)
- Vratarji: Hisaši Išikava, Micuaki Inoue, Jutaka Fukufuči
- Branilci: Josuke Haga, Rjuiči Kavai, Makoto Kavašima, Aaron Keller, Rjota Minami, Fumitaka Mijauči, Hidejuki Osava, Jun Tonosaki, Takafumi Jamašita
- Napadalci: Masato Domeki, Jošinori Imura, Bin Išioka, Toru Kamino, Josuke Kon, Šuhej Kuči, Darcy Mitani, Masahito Nišivaki, Daisuke Obara, Masafumi Ogava, Takeši Saito, Tecuja Saito, Šo Sato, Šunsuke Šigeno, Takahito Suzuki, Go Tanaka

## Tekme
| 11. april 2009 | Hrvaška | 1 - 7 | Japonska | Siemens Arena, Vilna |

| Poročilo tekme | Poročilo tekme       | Poročilo tekme         | Poročilo tekme | Poročilo tekme                        |
| -------------- | -------------------- | ---------------------- | --- | ------------------------------------- |
| Začetek: 13:00 | Švigir (Belić) 04:49 | ( 1 - 1, 0 - 4, 0 - 2) | Sato (Kavašima) PP1 12:44 Imura (Mijauči) 21:54 Saito (Kavai, Saito) 33:48 Suzuki (Sato, Keller) 35:20 Obara (Nišivaki) 39:57 Saito (Kuči, Saito) 45:32 Sato PS 51:40 | Gledalci: 300 Sodnik: Antonin Jerabek |

| 13. april 2009 | Japonska | 7 - 1 | Avstralija | Siemens Arena, Vilna |

| Poročilo tekme | Poročilo tekme | Poročilo tekme         | Poročilo tekme                 | Poročilo tekme                       |
| -------------- | --- | ---------------------- | ------------------------------ | ------------------------------------ |
| Začetek: 13:00 | Kuči (Kavai, Saito) 05:32 Saito (Saito) PP1 18:51 Sato (Suzuki) 19:44 Obara (Imura, Kavašima) 24:48 Nišivaki (Kamino, Obara) 29:19 Saito (Saito) SH1 35:35 Kavašima (Nišivaki, Imura) PP1 57:15 | ( 3 - 0, 3 - 1, 1 - 0) | Seymour (Villani, Upton) 37:28 | Gledalci: 250 Sodnik: Richard Schütz |

| 14. april 2009 | Kazahstan | 3 - 1 | Japonska | Siemens Arena, Vilna |

| Poročilo tekme | Poročilo tekme                                                                                      | Poročilo tekme         | Poročilo tekme  | Poročilo tekme                        |
| -------------- | --------------------------------------------------------------------------------------------------- | ---------------------- | --------------- | ------------------------------------- |
| Začetek: 13:00 | Voroncov (Šin, Fadejev) 18:36 Gavrilin (Savčenko, Jakovenko) PP1 30:46 Rimarev (Gavrilin) PP1 57:03 | ( 1 - 0, 1 - 1, 1 - 0) | Saito PP2 27:32 | Gledalci: 300 Sodnik: Antonin Jerabek |

| 16. april 2009 | Japonska | 1 - 2 | Slovenija | Siemens Arena, Vilna |

| Poročilo tekme | Poročilo tekme            | Poročilo tekme         | Poročilo tekme                                    | Poročilo tekme                  |
| -------------- | ------------------------- | ---------------------- | ------------------------------------------------- | ------------------------------- |
| Začetek: 13:00 | Keller (Tanaka) PP2 23:05 | ( 0 - 1, 1 - 1, 0 - 0) | Hebar (Rodman, Milovanovič) 05:59 Mušič SH1 24:04 | Gledalci: 300 Sodnik: Pat Smith |

| 17. april 2009 | Japonska | 5 - 1 | Litva | Siemens Arena, Vilna |

| Poročilo tekme | Poročilo tekme | Poročilo tekme         | Poročilo tekme                    | Poročilo tekme                   |
| -------------- | --- | ---------------------- | --------------------------------- | -------------------------------- |
| Začetek: 20:00 | Kamino (Minami, Obara) 06:40 Kuči (Keller, Saito) 26:47 Kavašima (Saito, Imura) PP2 33:38 Obara (Keller) 36:22 Saito (Saito, Tonosaki) 48:03 | ( 1 - 0, 3 - 1, 1 - 0) | Verenis (Kulevicius, Bauba) 38:09 | Gledalci: 8700 Sodnik: Pat Smith |

## Seznam reprezentantov s statistiko

### Vratarji
| #  | Igralec         | OT | OMIN | PG | PGT  | KM | PPPG | PSHG |
| 1  | Masahito Haruna | 5  | 239  | 7  | 1,76 | 0  | 2    | 1    |
| 30 | Hisaši Išikava  | 5  | 60   | 1  | 1    | 0  | 0    | 0    |
| -- | --------------- | -- | ---- | -- | ---- | -- | ---- | ---- |

### Drsalci
| #  | Igralec           | OT | DG | DA | TOČ | DGT | DAT | DPPG | DPPGT | DSHG | DSHGT | KM |
| 2  | Jon Tonosaki      | 5  | 0  | 1  | 1   | 0   | 0,2 | 0    | 0     | 0    | 0     | 0  |
| 4  | Aaron Keller      | 5  | 1  | 3  | 4   | 0,2 | 0,6 | 1    | 0,2   | 0    | 0     | 4  |
| 5  | Fumitaka Mijauči  | 5  | 0  | 1  | 1   | 0   | 0,2 | 0    | 0     | 0    | 0     | 0  |
| 6  | Makoto Kavašima   | 5  | 2  | 2  | 4   | 0,4 | 0,4 | 2    | 0,4   | 0    | 0     | 4  |
| 8  | Josuke Kon        | 4  | 0  | 0  | 0   | 0   | 0   | 0    | 0     | 0    | 0     | 2  |
| 9  | Šo Sato           | 5  | 3  | 1  | 4   | 0,6 | 0,2 | 1    | 0,2   | 0    | 0     | 10 |
| 10 | Toru Kamino       | 5  | 1  | 1  | 2   | 0,2 | 0,2 | 0    | 0     | 0    | 0     | 2  |
| 11 | Masahito Nišivaki | 5  | 1  | 2  | 3   | 0,2 | 0,4 | 0    | 0     | 0    | 0     | 8  |
| 12 | Josuke Haga       | 5  | 1  | 2  | 3   | 0,2 | 0,4 | 0    | 0     | 0    | 0     | 0  |
| 13 | Masafumi Ogava    | 4  | 0  | 0  | 0   | 0   | 0   | 0    | 0     | 0    | 0     | 2  |
| 14 | Go Tanaka         | 5  | 0  | 1  | 1   | 0   | 0,2 | 0    | 0     | 0    | 0     | 6  |
| 15 | Šuhej Kuči        | 5  | 2  | 1  | 3   | 0,4 | 0,2 | 0    | 0     | 0    | 0     | 0  |
| 16 | Daisuke Obara     | 5  | 3  | 2  | 5   | 0,6 | 0,4 | 0    | 0     | 0    | 0     | 2  |
| 17 | Jošinori Imura    | 5  | 1  | 3  | 4   | 0,2 | 0,6 | 0    | 0     | 0    | 0     | 2  |
| 18 | Takahito Suzuki   | 5  | 1  | 1  | 2   | 0,2 | 0,2 | 0    | 0     | 0    | 0     | 8  |
| 19 | Takeši Saito      | 5  | 5  | 4  | 9   | 1   | 0,8 | 2    | 0,4   | 1    | 0,2   | 27 |
| 24 | Rjuiči Kavai      | 5  | 0  | 2  | 2   | 0   | 0,4 | 0    | 0     | 0    | 0     | 4  |
| 25 | Šunsuke Šigeno    | 5  | 0  | 0  | 0   | 0   | 0   | 0    | 0     | 0    | 0     | 4  |
| 26 | Tecuja Saito      | 5  | 1  | 4  | 5   | 0,2 | 0,8 | 0    | 0     | 0    | 0     | 6  |
| 27 | Rjota Minami      | 5  | 0  | 1  | 1   | 0   | 0,2 | 0    | 0     | 0    | 0     | 10 |
| -- | ----------------- | -- | -- | -- | --- | --- | --- | ---- | ----- | ---- | ----- | -- |